# Polskie Łąki
Polskie Łąki – (niem. Groß Lonk, 1942-1945 Großlonk) wieś w Polsce położona w województwie kujawsko-pomorskim, w powiecie świeckim, w gminie Bukowiec.
W latach 1975–1998 miejscowość administracyjnie należała do województwa bydgoskiego. Według Narodowego Spisu Powszechnego (III 2011 r.) liczyła 281 mieszkańców. Jest siódmą co do wielkości miejscowością gminy Bukowiec.

## Nazwa
Dawna nazwa miejscowości brzmiała Łąkie: (około 1400 roku) Lenka, Lanka, (1534 rok) Launky, (1583 rok) Lankie, (lata: 1668, 1780) Łąkie. Później do nazwy Łąkie dodano przymiotnik Polskie dla odróżnienia od drugiej miejscowości zasiedlonej przez kolonistów niemieckich pod koniec XVIII wieku. Niemieckojęzyczna nazwa Polnisch Lonk zamieniono w roku 1873 na Gross Lonk.

## Dzieje wsi
Wieś była położona na zachód od Jeziora Piaseczno, około roku 1880 w znacznej części już osuszonego, w okolicy jeszcze lesistej. Jezioro w roku 1913 już całkowicie osuszone i przekształcone w łąkę.
Pierwsza wzmianka o miejscowości pochodzi z roku 1277, w tym czasie była własnością książęcą. Przypuszcza się, że miejscowość była znacznie starsza, W roku 1295 książę Mściwój II przekazał wieś benedyktynkom z Chełmna. Na początku XV we wsi były 22 łany i urzędował sołtys. Później, czasie reformacji wieś przeszła w ręce prywatne, a kościół zamieniono na spichlerz, który popadł w ruinę. W roku 1570 wieś licząca 12 łanów należała do trzech właścicieli: Andrzeja Pawłowskiego – 2 łany, Kwirynusa Kalkszteina – 4 łany, Rafała Łąckiego – 6 łanów. Ponadto we wsi zamieszkiwało 6 zagrodników, komornik, rzemieślnik a także istniała karczma. W roku 1615 ksieni benedyktynek chełmińskich Magdalena Mortęska wykupiła wieś za 3 tys. zł z rąk Jakuba Ostrowickiego i pani Łąckiej płacąc jej 15 tys. zł. W roku 1616 przekazała klasztorowi w Bysławku, filii Chełmna. W roku 1649 we wsi stał dwór szlachecki i zamieszkiwało 6 rodzin chłopskich. Po sekularyzacji klasztoru benedyktyńskiego w Chełmnie w roku 1821 rząd pruski we wsi osiedlał sprowadzanych osadników w zamian za czynsz. Na początku lat osiemdziesiątych XIX w. wieś miała powierzchnię 3680 mórg, stały 28 domy, 77 budynków gospodarczych i zamieszkiwały 134 osoby (67 katolików, 167 ewangelików). We wsi istniała szkoła, najbliższy urząd pocztowy znajdował się w Terespolu.
Po I wojnie światowej wieś zamieszkiwały 294 osoby, poczta mieściła się w Korytowie. 3 września 1939 z Polskich Łąk w kierunku Bukowca wyszło natarcie 3 Dywizji Pancernej Wermachtu (3.DP) na pozycje 16 Pułku Ułanów. Podczas walk odznaczyła się bateria 11 Dywizjonu Artylerii Konnej pod dowództwem kpt. Pasturczaka, niszcząc pojazd pancerny i kilka czołgów (niektóre relacje podają, że 3.DP straciła pod Bukowcem 8 czołgów). 16 Pułk Ułanów został rozbity przez lotnictwo niemieckie. Okupanci hitlerowscy w październiku 1939 aresztowali dwóch księży i 18 mieszkańców wsi. Po pewnym czasie część uwięzionych została uwolniona, śmierć ponieśli duchowni. We wsi zachował się cmentarz ewangelicki.

## Parafia i kościół

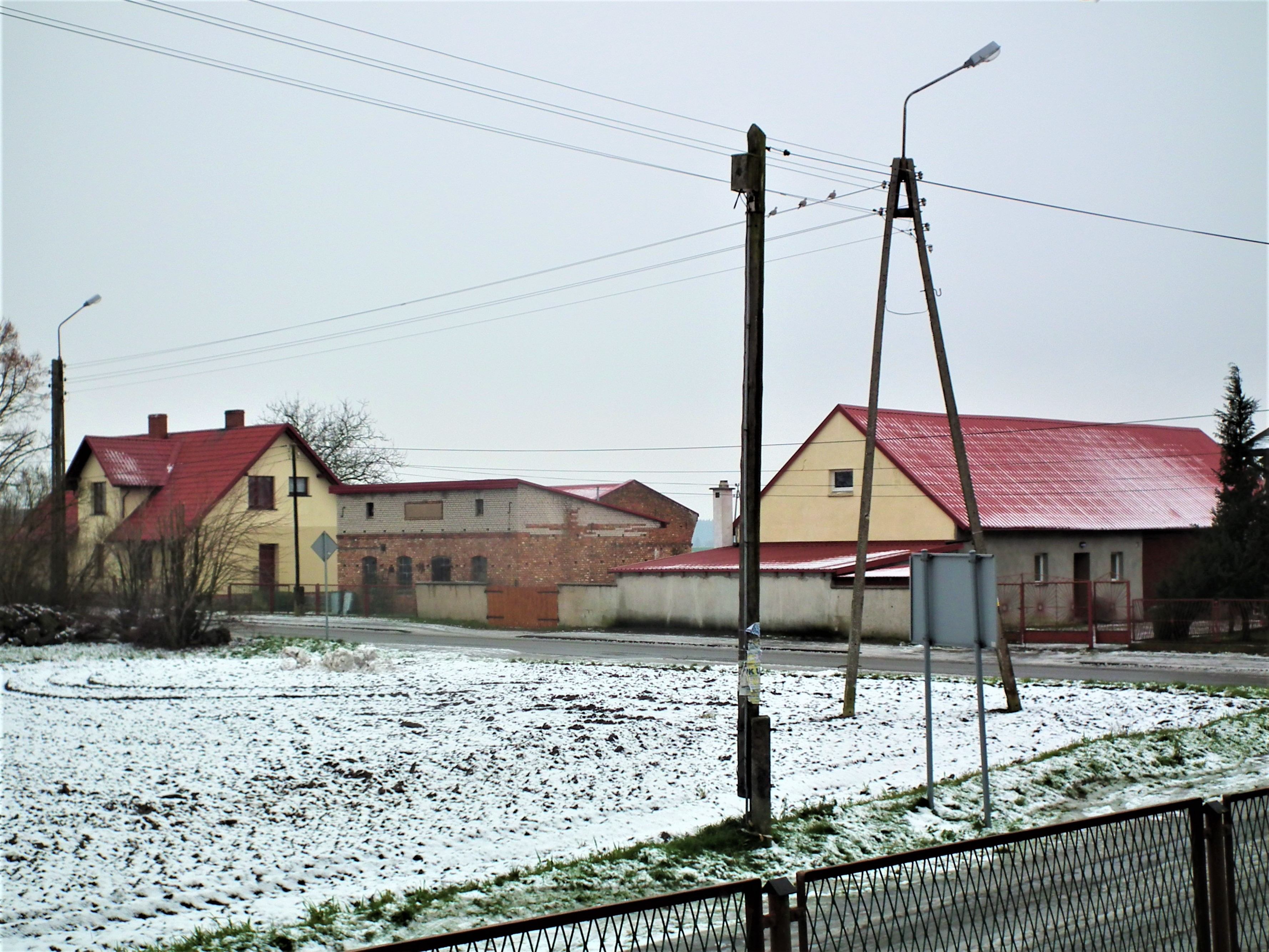
Fragment centrum wsi

Parafia miała powstać za biskupa włocławskiego Albierza (1275–1283). Za najbardziej prawdopodobna datę przyjmuje się rok 1277, kiedy to książę Mściwój II wyłączył wieś z parafii w Świekatowie. Istnienie łąkiewskiej parafii potwierdza spis kolektorów świętopietrza z roku 1398. Podczas wojen krzyżackich kościół został poważnie zniszczony. Parafia utraciła samodzielność i została włączona do parafii Poledno. Łąkie należała do tej parafii jeszcze w 1534 roku. Po zajęciu tamtejszego kościoła przez innowierców, Łąkie zostało przyłączone do parafii Przysiersk, w 1570 roku wieś należała do owej parafii. Około 1584 wieś ponownie stała się parafią katolicką, a w miejscu zrujnowanej świątyni wzniesiono nową, drewnianą. Parafia obejmowała, oprócz Łąkie, Więckowo, Bukowiec, Gołuszyce, Korytowo i Różannę. Początkowo nie ustanowiono proboszcza a posługę duszpasterską pełnił niejaki Orłowski, franciszkanin konwentualny z Chełmna. Patronat nad kościołem sprawowali dziedzice Łąkiego: Kalkstein, Pawłowski oraz Łącki. W świetle wizytacji kościelnej z roku 1686 w Łąkie znajdował się drewniany kościół pod wezwaniem św. Bartłomieja Apostoła, do którego dobudowano dzwonnicą z dwoma dzwonami. Około roku 1740 wzniesiono nowy, mały, drewniany kościół z ceglanymi stopniami prowadzącymi do ołtarza głównego. Wybudował go ówczesny zarządca parafii Kacper Pierzchalski, proboszcz gruczański z pomocą benedyktynek z Chełmna. W roku 1746 proboszczem był Jan Hypowski, a liczbę wiernych określono na 224 osoby. Obok kościoła istniała plebania, posiadająca dwa ogrzewane pomieszczenia oraz budynki gospodarcze: spichlerz i oborę. W parafii od roku 1753 istniało bractwo modlących się za dusze czyśćowe, zatwierdzone przez Stolicę Apostolską. W tym czasie proboszczem był Jan Kręciszewski, który następnie przeszedł do Jeżewa. W roku 1780 prawo patronatu należało do benedyktynek chełmińskich. Parafią kierował Antoni Bartholtz, dziekan świecki i proboszcz z Przysierska, jego pomocnikiem, zwanym także kapelanem, był Stefan Idziński, zakonnik franciszkański. Przy kościele działała szkoła, funkcję nauczyciela spełniał miejscowy organista. W skład parafii wchodziły wsie: Łąkie, Korytowo, Stążki, Różanna, Branica, Gołuszyce, Więckówka, folwark Grabowiec. Teren parafii zamieszkiwało 300 katolików, 129 akatolików, 2 Żydów, a innowiercy mieli swoją kaplicę.
Po sekularyzacji klasztoru benedyktyńskiego w Chełmnie w roku 1821 parafię przyłączona do kościoła w Przysiersku. Stan taki trwał do roku 1862, kiedy to przywrócono parafię w Łąkach. W latach 1864–1865 wzniesiono nowy ceglany kościół, którego kolatorem był biskup chełmiński i rząd pruski. Początkowo nie powoływano proboszcza. Zarząd nad parafią sprawował proboszcz z Przysierska. W roku 1884 proboszczem był ksiądz Paweł Jankowski, parafia liczyła 731 osób. Do roku 1821 parafia łąkiewska należała do dekanatu świeckiego, archidiakonatu pomorskiego była, diecezji włocławskiej. W tym roku (1821) papież Pius VII dokonał reorganizacji Kościoła w państwie pruskim. Polskie Łąki włączono do wraz z dekanatem świeckim do zreorganizowanej diecezji chełmińskiej. Stan taki przetrwał do roku 1992. Rozwiązano wówczas diecezję chełmińska i utworzono trzy nowe. Polskie Łąki należące do dekanatu gruczeńskiego weszły w skład diecezji pelplińskiej. Obecnie parafia znajduje się w dekanacie Lubiewo. W skład parafii wchodzą: Polskie Łąki, Gawroniec, Korytowo, Łaszewo, Różanna, Tuszynki, Stążki. Parafia liczy ponad 1800 osób.

### Kościół

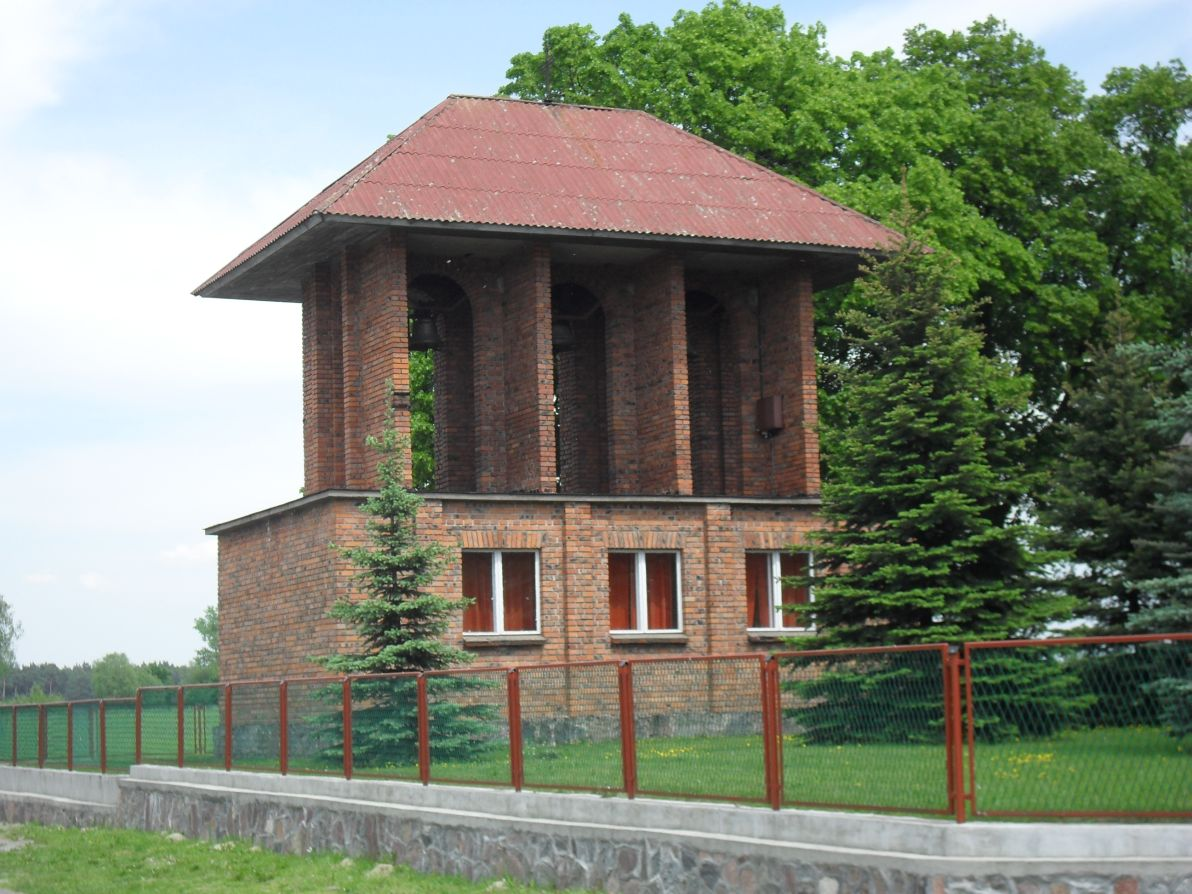
Nowa dzwonnica

Kościół zbudowany z czerwonej cegły w stylu neogotyckim jednonawowy, na rzucie prostokąta. Krótkie prezbiterium zostało zamknięte trójbocznie z przybudówkami po bokach, przeznaczonymi na zakrystie. Nawa czteroprzęsłowa, szersza i wyższa, od zachodu z wtopioną w korpus wieżą. Polichromia wykonana w roku 1910 przez Henryka Jaguszewskiego z Koronowa, w roku 1969 poddana renowacji. Dwa zabytkowe barokowe feretrony z XVIII w.: Niepokalane Serce Maryi i Serce Jezusa. Ołtarz główny inspirowany wzorami wczesnorenesansowymi. W części środkowej znajduje się figura Matki Bożej z dzieciątkiem, po bokach figury biskupów. W nastawie ołtarza głównego tabernakulum wykonane z surowego drewna przez miejscowego artystę rzeźbiarza Jana Żyrka w latach 80. XX wieku. Ołtarz posoborowy wykonany przez tegoż artystę pod koniec lat 70. XX wieku. Eklektyczne ołtarze boczne: Matki Bożej Częstochowskiej i Pana Jezusa. Przy bocznej ścianie nawy drewniana ambona przyścienna o cechach neoromańskich na czterech filarach. Chrzcielnica i ambonka wolnostojąca wykonana przez Jana Żyrka. Organy neoklasycystyczne o siedmiu rejestrach zbudowane przez W. Sauera we Frankfurcie nad Odrą, w roku 1999 dokonano ich kapitalnego remontu. W latach 1980–1982 wybudowano nową ceglana dzwonnicę. Jest to dwukondygnacyjny budynek. Na parterze znajdują się pomieszczenia służące celom katechetycznym. W górnej kondygnacji umieszczono trzy dzwony. Zostały odlane w ludwisarni Zbigniewa Felczyńskiego z Taciszowa. Największy Bartłomiej (waga 450 kg), średni Izydor (260 kg), najmniejszy 'Maryja' (130 kg). Dzwony zostały poświęcone w roku 1995 przez ks. biskupa Jana Bernarda Szlagę, ordynariusza pelplińskiego.
Przed wojną istniała drewniana dzwonnica z trzema dzwonami. Jeden z nich odlany został w roku 1588 i miał napis: DEVS MEMOR FVIT NOSTRI ET BENEDIXIT NOBIS. Na początku II wojny światowej parafianie mieli ukryć je na bagnach, a po wojnie odnaleziono tylko jeden i do tego uszkodzony. Według innej wersji zabrali je Niemcy i wywieźli do Fordonu, skąd odzyskał jeden ks. Jerzy Petta. Po prowizorycznej naprawie służył do lat 90. XX wieku.

### Proboszczowie i administratorzy parafii
- ks. Paweł Jankowski, proboszcz parafii Przysierski, administrator w latach 1884–1918
- ks. Alojzy Repiński, proboszcz w latach 1918–1939
- ks. Władysław Megger, wikariusz w roku 1939
- ks. Boleslaw Łosiński, proboszcz w latach 1939/1940–1958
- ks. Józef Knyba, proboszcz w latach 1958–1974
- ks. Grzegorz Zdrojewski, wikariusz administrator w roku 1974
- ks. Czesław Więcławek, wikariusz administrator w latach 1974–1976
- ks. Jerzy Petta, proboszcz w latach 1976–1981
- ks. Zygmunt Kowalski, proboszcz w latach 1981–2001
- ks Piotr Krupiński, proboszcz w latach 2001–2003
- ks. Romuald Demski, proboszcz od roku 2003